# Costeremus yezoensis
Costeremus yezoensis är en kvalsterart som beskrevs av K. Fujikawa och Fujita 1985. Costeremus yezoensis ingår i släktet Costeremus och familjen Hungarobelbidae. Inga underarter finns listade i Catalogue of Life.